# Drenovai-fenyves Nemzeti Park
A Drenovai-fenyves Nemzeti Park (albán Parku Kombëtar Bredhi i Drenovës) 1966-ban létrehozott, 1380 hektáron elterülő nemzeti park Albánia délkeleti részén, a Morava-hegység nyugati részén, a Korça városától keletre emelkedő közép- és magashegységi területen.

## Földrajza
A nemzeti park a Morava-hegység nyugati területén található 1300-1800 méteres, a szurdokvölgyekben ennél kisebb tengerszint feletti magasságban. Keleti határa a Morava-hegység vízválasztó gerincén húzódik. A park legmagasabb csúcsa a délkeleti határán emelkedő Kerek-hegy (Maja e Rrumbullakët, 1798 m), további 1700 méter feletti csúcsai a Biglla e Drenovës (1762 m) és az Elb-hegy (Maja e Elbit, 1736 m). Domborzatát a különböző vízfolyások, északon a Bradvica-, délen a Drenovai- és a Bozdovec-patakok által vájt, egyenként 1,5 kilométer hosszan elnyúló, 150-300 méter mély szurdokvölgyek és a víz által kialakított homokkő és kavicskő sziklaformációk határozzák meg. A legjellegzetesebb ilyen formáció a nemzeti park déli részén, a Strumbullar-hegy (Maja e Strumbullarit, 1501 m) csúcsa közelében található, nevével ellentétben hatalmas gombára emlékeztető Kecskebak-szikla (Gur i Capit, 1532 m).
Éghajlata mediterrán hegyvidéki, az átlagos évi középhőmérséklet 7-10 °C, a leghidegebb január átlaghőmérséklete -2 °C körül alakul. A hőmérsékleti minimum gyakran -15 és -18 °C közötti, a téli (azaz fagypont alatti) napok száma az októbertől júniusig tartó időszakban 110-140 közötti. A legmelegebb hónap, az augusztus átlaghőmérséklete 16-18 °C, a magasabb területeken 12-14 °C. Az uralkodó szélirányok a délnyugati, északi és keleti. Az éves csapadékmennyiség relatíve alacsony, 900-1200 milliméter körül alakul, a csapadékos napok száma 100-110, amelyek nagy része a decembertől áprilisig tartó hónapok során hullik a vidékre, nagyrészt hó formájában. A hótakarós napok száma 50-60, a magasabb szintvonalakon nem ritka az 1,5-2 méteres hóréteg, és itt az év során mindössze 3-4 hónapra tűnik el a hótakaró. A fő vízfolyások, a Drenovai- és a Bozdovec-patakok vízjárását a csapadék évközi eloszlása és a hóolvadás határozza meg, magasvíz az őszi és tavaszi évnegyedben tapasztalható, nyáron medreik általában szárazak. Számos forrás bukkan felszínre a nemzeti park területén, közülük nevezetesebbek a Szent György-forrás (Burim i Shën Gjergjit), a Plaka- és a Police-források.
A nemzeti park területe közigazgatásilag Korça megye Korça községéhez tartozik, egyetlen települése, Morava Drenova alközség része.

## Élővilága
Az uralkodó barna erdőtalaj különösen 900-1200 méteres tengerszint feletti magasságban magnéziumban és káliumban gazdag, humusztartalma alacsony, 2-6% közötti. 1200 méter felett a magnézium-oxidok bősége és magasabb humusztartalom (7-10%) jellemző. A park területének nagy részét fenyvesekkel elegyes bükkösök, alacsonyabb szinteken foltokban gyertyános-tölgyesek borítják. A tengerszint feletti magasság növekedésével az erdők helyét alpi-szubalpi erdő-gyep mozaikok és legelők veszik át. Az erdők jellegzetes állományalkotó fajai az európai bükk (Fagus sylvatica), a feketefenyő (Pinus nigra), a makedón jegenyefenyő (Abies × borisii-regis), a komlógyertyán (Ostrya carpinifolia) és az európai mogyoró (Corylus avellana). Természetvédelmi szempontból különösen értékes terület a makedón jegenyefenyőkből álló Bozdoveci-erdő (Pyll i Bozdovecit). Ahogy a Morava-hegység egésze, úgy a nemzeti park is ökológiai folyosóként funkcionál a keletre és nyugatra fekvő hegyvidékek között, állatvilágának jelentős állományú nagyemlősfajai a barna medve (Ursus arctos), a szürke farkas (Canis lupus) és az európai őz (Capreolus capreolus).